# Heavier Things
Albums de John Mayer
Any Given Thursday
(2003) As/Is
(2004)
Heavier Things est le deuxième album studio de l'auteur-compositeur-interprète américain John Mayer, 9 septembre 2003 chez Aware et Columbia Records.

## Liste des chansons
Toutes les chansons sont écrites et composées par John Mayer, sauf indication contraire.
| No  | Titre                | Auteur                         | Durée |
| --- | -------------------- | ------------------------------ | ----- |
| 1.  | Clarity              |                                | 4:32  |
| 2.  | Bigger Than My Body  |                                | 4:26  |
| 3.  | Something's Missing  |                                | 5:05  |
| 4.  | New Deep             |                                | 4:09  |
| 5.  | Come Back to Bed     |                                | 5:25  |
| 6.  | Home Life            | - John Mayer - David LaBruyere | 4:13  |
| 7.  | Split Screen Sadness |                                | 5:06  |
| 8.  | Daughters            |                                | 3:59  |
| 9.  | Only Heart           |                                | 3:50  |
| 10. | Wheel                |                                | 5:32  |